# Algernon Blackwood

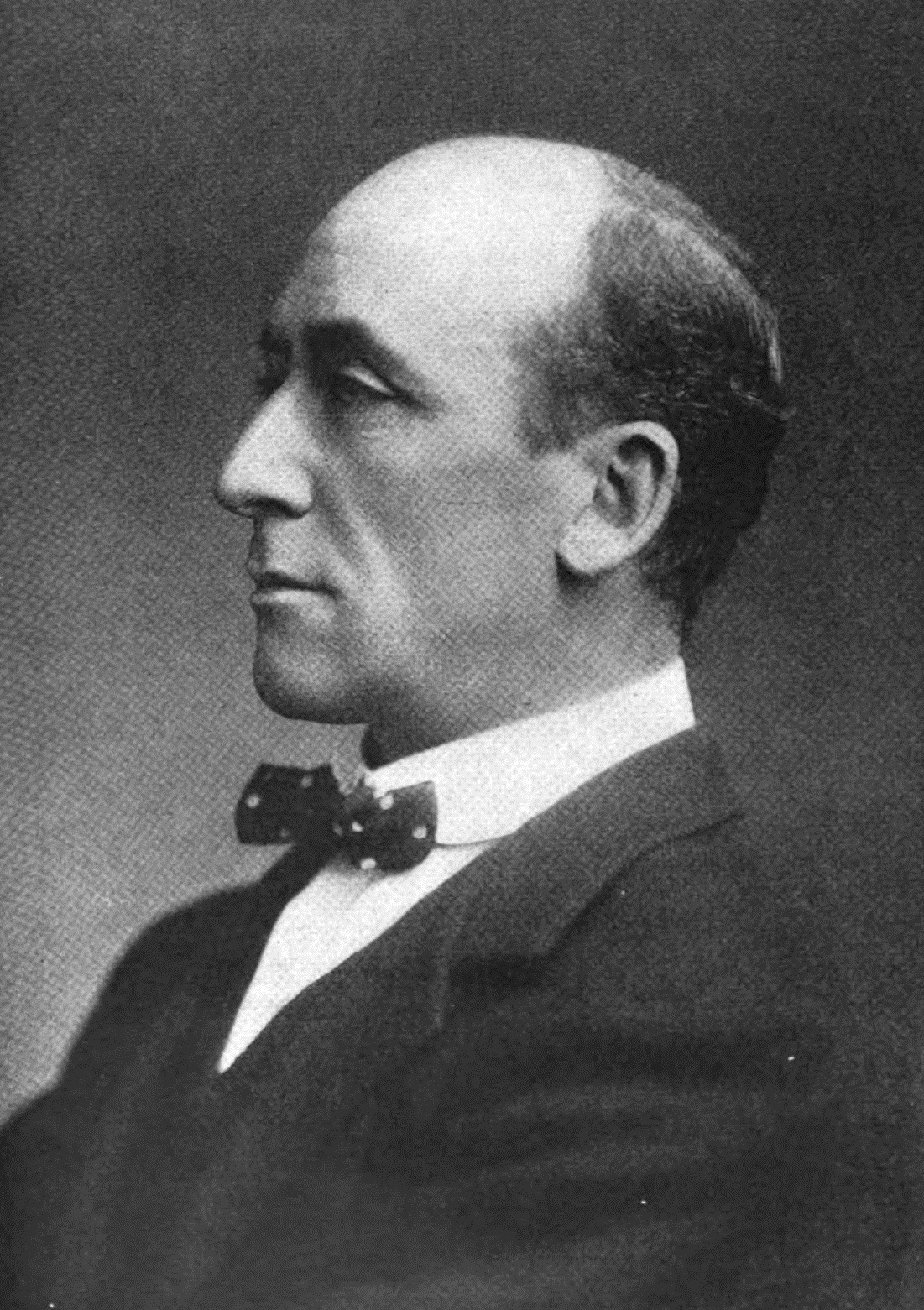
Blackwood, foto taget 1916 eller tidigare

Algernon Blackwood, född 14 mars 1869 i Shooter's Hill, Kent, död 10 december 1951 i Bishopsteighton, Kent, var en brittisk författare av i huvudsak skräcknoveller, ofta med inslag av naturliv, vilket fascinerade honom. 
1907 gavs en av de mest kända novellerna, "The Willows" ut. Men det var först året därpå, 1908, Blackwood nådde verklig berömmelse i och med utgivandet av novellsamlingen "John Silence: Physician Extraordinary" vilken bland annat inkluderar "Ancient Sorceries", "Secret Worship", "Victim of Higher Space", och där titelfiguren John Silence medverkar på ett eller annat sätt i varje novell, alltid som den trygge figuren vilken övriga huvudkaraktärer förlitar sig på och som oftast räddar dagen (inte olikt en slags spökjägar-Sherlock Holmes). 
Algernon Blackwood gjorde trots sin då relativt höga ålder inte bara ständiga radioarbeten utan arbetade även på TV mot slutet av sitt liv.